# Kemiri (Kaloran)
Kemiri is een bestuurslaag in het regentschap Temanggung van de provincie Midden-Java, Indonesië. Kemiri telt 2930 inwoners (volkstelling 2010).